# Újezd (Aš)
Újezd (németül Mähring bei Asch) megszűnt község Csehországban a Karlovy Vary-i kerület Chebi járásában Krásná község jelenlegi közigazgatási területén. Korábban önálló település. Hivatalosan 1950-ben szűnt meg.

## Fekvése
Az Aši-kiszögellés nyugati peremén, Aš-tól 6 km-re északnyugatra feküdt.

## Története
A 12. században német telepesek alapították. Első írásos említése Merring néven 1331-ből származik, ekkor a Neuberg-család birtoka. A 15. század kezdetén a Zedtwitz-család birtokába került. Lakossága a 16. században nagyrészt áttért a lutheránus hitre. A 18. században a települést már Mähring néven említik. 1861-ben új iskolát építettek. A községnek 1890-ben 350 német lakosa volt. 1939-ben 42 lakóháza volt 175 lakossal. A második világháborút követően 1946-ban a község teljes német lakosságát kitelepítették. A lakosságától megfosztott egykori község lakóházait 1953-ban lerombolták. Területén az 1970-es években a határőrség számára laktanyát építettek.

## Nevezetességek
- Az első világháború hősi halottainak emlékműve. A szocializmus évtizedeiben a határsáv tiltott övezetében levő emlékművet a határsáv megnyitását követően 1992-ben eredeti helyére visszahelyezték, majd 2000-ben teljesen felújították, kiegészítve a II. világháború helyi áldozatainak névsorával.
- Európa-híd. A cseh-német határt képező Malom-patakon (csehül Mlynský potok) átívelő fahidat 2008-ban építették az egykori malom hídja helyén. Az építmény a megszűnt település emlékére épült, s egyben a német-cseh jószomszédi viszonyt is hivatott jelképezni.

## Fordítás

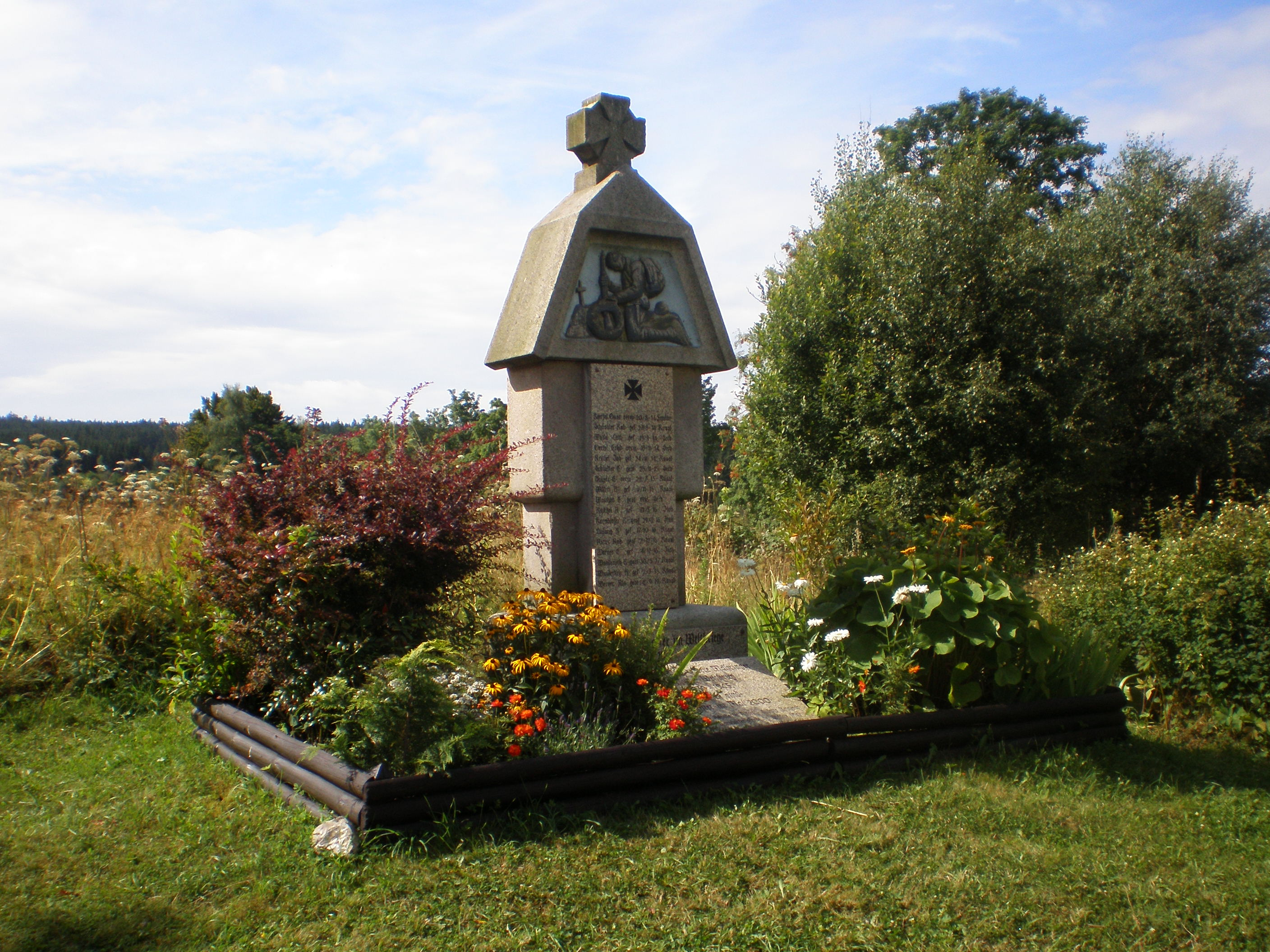
A két világháború áldozatainak emlékműve

- Ez a szócikk részben vagy egészben az Újezd (u Aše) című cseh Wikipédia-szócikk ezen változatának fordításán alapul.  Az eredeti cikk szerkesztőit annak laptörténete sorolja fel. Ez a jelzés csupán a megfogalmazás eredetét és a szerzői jogokat jelzi, nem szolgál a cikkben szereplő információk forrásmegjelöléseként.